# Gold (2013)
Gold ist ein deutscher Spielfilm des Regisseurs Thomas Arslan aus dem Jahr 2013. Der Western handelt von deutschstämmigen Goldsuchern, die 1898 vom Klondike-Goldrausch profitieren und ein besseres Leben für sich oder ihre Familie verwirklichen wollen. Ihre Reise durch kaum erforschte, weite Landschaften gerät entbehrungsreicher und gefährlicher als erwartet. Die Premiere des Films war bei der Berlinale 2013.

## Handlung
Emily Meyer, eine deutsche Amerika-Einwanderin, schließt sich im Sommer 1898 einer Gruppe Goldsucher an, die vom Süden Kanadas aus in sechs Wochen zu den über 1500 Kilometer entfernten Goldfeldern beim Klondike River in der Nähe der Kleinstadt Dawson gelangen wollen. Organisiert und als sicher und strapazenarm angepriesen wird die Reise von Wilhelm Laser, der von den Teilnehmern Geld einzieht. Mit dabei sind der angestellte Packer und Pferdeknecht Carl Böhmer (aus Österreich-Ungarn stammend), der Journalist und Fotograf Gustav Müller, der Familienvater Rossmann und das Ehepaar Dietz als Köche. 
Die Reise soll über Ashcroft, Quesnel, Hazelton und Telegraph Creek zum Teslin Lake führen. Von dort soll es per Boot den Yukon River flussabwärts nach Dawson gehen. 
Nach einiger Zeit wird offenkundig, dass Laser den Weg gar nicht kennt. Als er in der Nacht erwischt wird, wie er sich mit dem Geld der Gruppe absetzen will, beschließt die Mehrheit, ihn am nächsten Morgen zu hängen. Emily Meyer bindet ihn jedoch los und lässt ihn entkommen; Böhmer, der ihr zugeneigt ist, beobachtet dies, ohne es den anderen zu verraten. Müller erklärt sich zum neuen Führer.
Der Treck verliert einen Wagen durch Speichenbruch; ein Pferd stürzt und der Koch verletzt sich dabei am Arm. Beim Zwischenhalt in Hazelton bleibt das Ehepaar Dietz auf Betreiben der Frau zurück. Für die anderen ist die Aussicht auf Goldfunde noch immer Anreiz genug, die Warnungen lokaler Siedler in den Wind zu schlagen und weiterzuziehen. In der Wildnis tritt Müller in eine Bärenfalle, doch die von seinen Reisegefährten durchgeführte Beinamputation kann ihn nicht retten. Rossmann wird verrückt und läuft nackt in den Wald, ohne wieder aufzutauchen.
Meyer und Böhmer sind nun allein. Nur zaghaft geht Meyer auf die Avancen Böhmers ein, der ihr gesteht, einst jemanden getötet zu haben, als er Vieh hütete. Sie erzählt von ihrer Arbeit als Dienstmädchen in Chicago und ihrer glücklosen, geschiedenen Ehe. In Telegraph Creek, das sie nur mit Hilfe eines Indianers erreichen, legen sie eine längere Pause ein, um Kräfte zu sammeln. Doch es kommen zwei Kopfgeldjäger, die Böhmer verfolgt haben und ihn töten. Einer stirbt zuvor durch Böhmers Kugel, den anderen erschießt Meyer. Sie verabschiedet sich an Böhmers Grab von ihrer Liebschaft und zieht allein weiter nach Dawson.

## Herstellung und Veröffentlichung
Thomas Arslan studierte in kanadischen und amerikanischen Bibliotheken zahlreiche Berichte und Tagebücher von Teilnehmern des Goldrauschs. Die Tagebücher sind meist zu Beginn sehr ausführlich, bis die Energie der Verfasser nachließ und sie nur noch minimale Einträge vornahmen. Dabei stieß er auf Erwähnungen einer Gruppe deutscher Goldsucher. Die zahlenmäßig bedeutende deutsche Auswanderung im 19. Jahrhundert spiele in der heutigen deutschen Geschichtsschreibung aber kaum eine Rolle. Die Dreharbeiten fanden vom 14. August bis zum 29. September 2012 in Kanada statt. Nach der Premiere als der einzige deutsche Beitrag im Wettbewerb bei den Internationalen Filmfestspielen Berlin im Februar 2013 kam der Film bereits am 24. Juli in die französischen Kinos, bevor er am 15. August 2013 in Deutschland anlief. Die Kinoversion ist 13 Minuten kürzer als die an der Berlinale gezeigte Fassung.

## Musik
Die Musik von Dylan Carlson, dem Frontmann der Doom-Metal-Band Earth, erinnert stark an jene von Neil Young im Soundtrack zu Jim Jarmuschs groteskem Western Dead Man.

## Kritiken
In epd Film lobte Anke Sterneborg, Hoss spiele die Pionierin glaubwürdig, unaufgeregt wie die Einzelgänger des amerikanischen Westerns und dennoch „ganz und gar deutsch“. Für diesen Film sei entscheidend, „dass er den amerikanischen Mythen nicht hinterherhecheln muss, weil er seine amerikanische Geschichte von vornherein aus historisch verbriefter deutscher Perspektive erzählt“. Er zeige „atemberaubende Bilder“ und vermittle durch Bewegungen, Gesten und Details vieles über die Figuren und das Land.
Der Cinema-Rezensent Ralf Blau war überzeugt, Arslan habe es mit dem vorhersehbaren Handlungsverlauf nicht auf Spannung abgesehen, vielmehr sei ihm das Vorhaben, das Sichtbarmachen des Gefühls, in der endlosen Landschaft kaum voranzukommen, „mit beeindruckender Konsequenz gelungen“.
Für die Zeit urteilte Carolin Ströbele: „Es ist gut, wenn jemand aufbricht, um etwas Neues zu wagen.“ Erstmals befänden sich Arslans Figuren nicht in einem Wartezustand, sondern bewegten sich auf ein Ziel zu. Seine erzählerische Stärke, Emotionen spürbar zu machen, ohne sie zu visualisieren und so Spannung zu schaffen, funktioniere in Gold nicht. Zu vorhersehbar sei das schon tausendfach erzählte Genre, und den Figuren fehle eine psychische Entwicklung. „Arslan ist mit diesem Film kein Aufbruch gelungen.“
An Arslans Films würden falsche Erwartungen gerichtet, erklärte Birgit Glombitza von der taz, er „musste einiges an Kritik, an Häme und noch viel mehr an Missverständnissen aushalten“. Er gehe durch die genretypischen Elemente, und die Kamera „tut die meiste Zeit so, als sehe das Kinoauge das alles zum ersten Mal“. Sie orientiere sich an der zeitgenössischen Landschaftsfotografie, was die Bilder „so naturalistisch und physisch“ mache. Arslan nehme das Western-Genre ernst. „Dabei erlernt er die Regeln des Cowboyfilms nicht nur, sondern erfindet und versteht sie auch neu. Als Genre-Greenhorn gelingt es ihm vielleicht umso überzeugender, etwas vom Ureigentlichen dieser Filmgattung zu erzählen. Nämlich von Migration, Anpassung und Isolation.“ Insgesamt habe Arslan „mit Gold dem deutschen Film einen weltweitenden Blick geschenkt“.

„Mit etwas gutem Willen könnte man den Film dafür loben, dass er sich mit klassischen Western-Motiven auseinandersetzt und sich damit vor dem Genre verbeugt. Man kann sich aber auch darüber aufregen, dass hier wirklich jedes Klischee abgearbeitet wird, das es irgendwann mal in einen John-Wayne-Film geschafft hat.“